# Wachtlbahn
| Beim Haltepunkt Hechtsee-Schöffau (2013) |                     |                                     |                                     |
| |                     |                                     |                                     |
| Kursbuchstrecke (DB): | 12950               |                                     |                                     |
| Streckenlänge: | 6,1 km              |                                     |                                     |
| Spurweite: | 900 mm (Schmalspur) |                                     |                                     |
| Stromsystem: | 1200 Volt =         |                                     |                                     |
| |                     |                                     |                                     |
| \| \| 0,0 \| Kiefersfelden (Zementwerk) \| Kiefersfelden (Zementwerk) \| \| \| 0,5 \| Siedlerweg \| Siedlerweg \| \| \| 0,9 \| Rosenheimer Straße \| Rosenheimer Straße \| \| \| 1,3 \| Kohlstatt \| Kohlstatt \| \| \| 2,5 \| Hechtsee-Schöffau \| Hechtsee-Schöffau \| \| \| 3,5 \| Breitenau \| Breitenau \| \| \| 3,7 \| Kieferbach \| Kieferbach \| \| \| 3,9 \| Gießenbachklamm \| Gießenbachklamm \| \| \| 4,6 \| Kieferbach \| Kieferbach \| \| \| 4,9 \| Staatsgrenze Deutschland-Österreich \| Staatsgrenze Deutschland-Österreich \| \| \| 5,0 \| Wachtl \| Wachtl \| \| \| 6,1 \| Steinbruch \| Steinbruch \| |                     |                                     |                                     |
| Kopfbahnhof Streckenanfang (Strecke außer Betrieb) | 0,0                 | Kiefersfelden (Zementwerk)          | Kiefersfelden (Zementwerk)          |
| Haltepunkt / Haltestelle (Strecke außer Betrieb) | 0,5                 | Siedlerweg                          | Siedlerweg                          |
| Strecke mit Straßenbrücke (Strecke außer Betrieb) | 0,9                 | Rosenheimer Straße                  | Rosenheimer Straße                  |
| Haltepunkt / Haltestelle (Strecke außer Betrieb) | 1,3                 | Kohlstatt                           | Kohlstatt                           |
| Haltepunkt / Haltestelle (Strecke außer Betrieb) | 2,5                 | Hechtsee-Schöffau                   | Hechtsee-Schöffau                   |
| Haltepunkt / Haltestelle (Strecke außer Betrieb) | 3,5                 | Breitenau                           | Breitenau                           |
| Brücke über Wasserlauf (Strecke außer Betrieb) | 3,7                 | Kieferbach                          | Kieferbach                          |
| Haltepunkt / Haltestelle (Strecke außer Betrieb) | 3,9                 | Gießenbachklamm                     | Gießenbachklamm                     |
| Brücke über Wasserlauf (Strecke außer Betrieb) | 4,6                 | Kieferbach                          | Kieferbach                          |
| Grenze (Strecke außer Betrieb) | 4,9                 | Staatsgrenze Deutschland-Österreich | Staatsgrenze Deutschland-Österreich |
| Bahnhof (Strecke außer Betrieb) | 5,0                 | Wachtl                              | Wachtl                              |
| Betriebs-/Güterbahnhof Streckenende (Strecke außer Betrieb) | 6,1                 | Steinbruch                          | Steinbruch                          |

Die Wachtlbahn ist eine elektrisch betriebene Schmalspurbahn zwischen Kiefersfelden in Deutschland und Wachtl in der Gemeinde Thiersee in Österreich, die Spurweite beträgt 900 Millimeter. Sie wurde um 1880 in Betrieb genommen und beförderte bis 1991 ausschließlich Güter. Wichtigstes Transportgut war Kalkstein, dieser wurde in Thiersee in Tirol abgebaut und im Werk der Heidelberger Zement in Kiefersfelden in Bayern zu Zement weiterverarbeitet. Ab 1991 wurde auf der Wachtlbahn touristisch geprägter Personenverkehr angeboten. Dieser wurde von der Museums-Eisenbahn-Gemeinschaft Wachtl e. V. durchgeführt und als Wachtl-Express beziehungsweise Kieferer Grenz-Bahn (KGB) vermarktet. Der Gleiskörper der Wachtlbahn gehört der Rohrdorfer Unternehmensgruppe, seit diese 2003 das Werksgelände in Kiefersfelden und den Steinbruch Wachtl erwarb. 2017 wurde der Betrieb wegen Oberbaumängeln eingestellt, eine Wiederaufnahme war für 2021 geplant, ist aber auch 2025 nicht absehbar.

## Geschichte

### Güterverkehr
Bis zur 2003 erfolgten vorübergehenden Einstellung des Güterverkehrs (nach Schließung des Zementwerkes 2002) wurden etwa 4000 Tonnen täglich transportiert. Diese verteilten sich auf acht bis zehn Züge täglich. Zum Einsatz kamen die beiden Elektrolokomotiven der Bauart EL 1, „Krokodil“ (Baujahre 1927 und 1928), beide stammen von der Rheinbraun AG. Ab 2009 verkehrten werktäglich wieder ein bis zwei Güterzüge auf der Strecke, diese verkehrten jedoch direkt zum Bahnhof Kiefersfelden, wo das Gestein zum neuen Besitzer in Rohrdorf versandt wird. Dabei wird der Steinbruch und die Verladeanlagen vor allem als strategische Reserve gehalten, welche jedoch vermutlich erst in rund 20 Jahren genutzt werden wird.
Bei den Haltepunkten Hechtsee-Schöffau und Breitenau waren bis zuletzt noch die Oberleitungen für bereits abgebaute Ausweichgleise vorhanden. Ein Ladegleis befindet sich direkt an der Staatsgrenze, dieses kann bedingt durch die niedrigen technischen Anlagen der Schotterabfüllung allerdings nicht für den durchgehenden Verkehr genutzt werden.

### Touristischer Personenverkehr

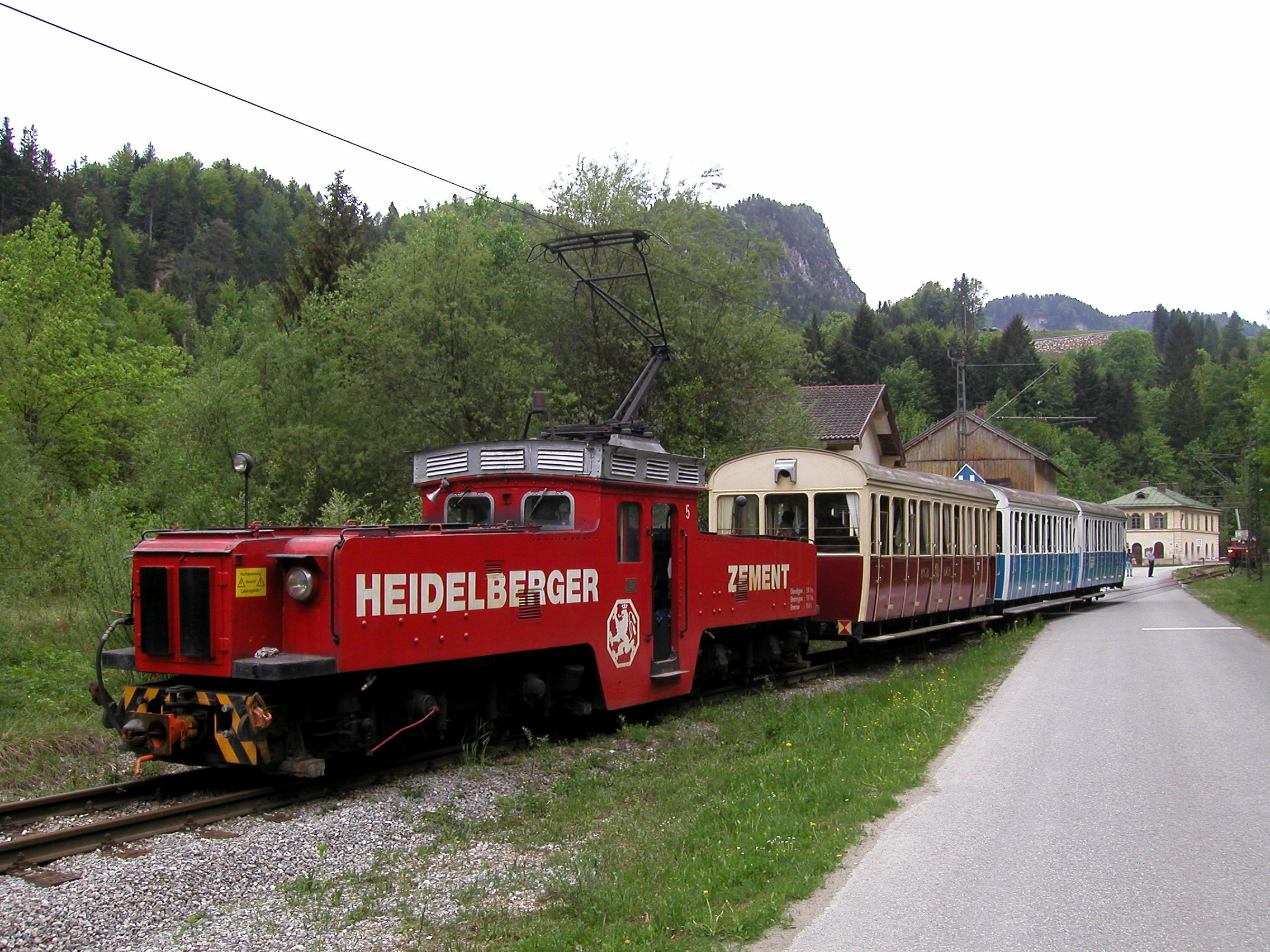
Ausfahrt aus dem Bahnhof Wachtl am 10. Mai 2003

Die Museums-Eisenbahn-Gemeinschaft Wachtl e. V. wurde 1990 mit Zustimmung und Förderung der HeidelbergCement AG gegründet und blieb zunächst Teil dieses Unternehmens.
Am 6. Juli 1991 wurde von der Museums-Eisenbahn-Gemeinschaft Wachtl e. V. erstmals ein Personenverkehr angeboten, nachdem diese Anfang 1991 von der Wendelsteinbahn zwei Personenwagen erworben, von 1000 auf 900 mm umgespurt und für ihre Bedürfnisse umgebaut hatte. Dabei wurde sie finanziell von der HeidelbergCement AG unterstützt.
1993 wurde von der Wendelsteinbahn ein weiterer Wagen erworben und nach der Umspurung zum Barwagen umgebaut.
Mit Hilfe des bayerischen Verkehrsministeriums, der Regierung von Oberbayern, der Deutschen Bundesbahn und der Gemeinde Kiefersfelden konnte der Wachtl-Express 1994 als eigenständiges Eisenbahnverkehrsunternehmen aus der HeidelbergCement AG ausgegliedert werden. Die Infrastruktur, die Lokomotiven und die elektrische Energie wurden weiterhin unentgeltlich zur Verfügung gestellt. Neben der Gemeinde Kiefersfelden war der Baustoffkonzern somit einer der Hauptförderer.
Im Fahrplan 2016 wurden, von Ende Juni bis Ende September vierzehntäglich und von Mitte August bis Anfang September wöchentlich, samstags und sonntags drei Zugpaare angeboten. Der Fahrpreis für einen Erwachsenen betrug für eine einfache Fahrt fünf und für eine Hin- und Rückfahrt acht Euro.
Die Bahnanlagen waren bis zuletzt im Besitz der HeidelbergCement AG. Es gab sowohl technisch gesicherte Bahnübergänge mit Lichtsignalanlagen wie auch nicht technisch gesicherte, bei denen der herannahende Zug Pfeifsignale abgeben musste. Aufgrund von Schäden an der Infrastruktur erhielt die Wachtlbahn 2017 durch die Aufsichtsbehörde keine Genehmigung mehr für den Fahrbetrieb. 2019 wurde die gesamte Strecke durch den Verein jedoch saniert. Eine Wiederaufnahme des Betriebes war für 2021 geplant.

## Fahrzeuge
1928 lieferte Brown, Boveri & Cie. unter den Fabriknummern 5082 und 5084 aus der Serie Roddergrube 43...59 die heutigen Lokomotiven 4 und 5 vom Typ „Krokodil“ an die Kraftanlagen-AG, Heidelberg, Gewerkschaft Gustav, Dettingen. Später gelangten sie zur Braunkohlen- & Brikettfabrik, Brühl und schließlich 1960 zu den Rheinischen Braunkohlenwerken, Köln. Seit 1967 befinden sich die Lokomotiven in Kiefersfelden.
1947 lieferte Gmeinder unter der Fabriknummer 4247 die heutige Lokomotive 6 vom Typ HF130C an den Hamburger Maschinenhändler Harms&Marcus. Genaue Einsatzorte der Lokomotive in den nächsten Jahren sind nicht belegt, 1963 erfolgte der Umbau der Lokomotive von 600 auf 820 mm Spurweite für die Firma G. Hasse in Hamburg.
Nach einer weiteren Umspurung 1970 gelangte die Lokomotive zusammen mit einer Schwestermaschine nach Kiefersfelden. Die Schwesterlok befindet sich nun im Frankfurter Feldbahnmuseum und ist dort wieder auf 600 mm tätig. Auf der vorwiegend mit zwei Elektrolokomotiven im Oberleitungsbetrieb verkehrenden Werkbahn diente sie unter der Betriebsnummer 1 hauptsächlich dem Bahnhofsverschub und diente zuletzt dem Verschub von Personenzügen im Bahnhof Wachtl.
Die Personenwagen der Bahn sind Abteilwagen und stammten von der 1912 eröffneten Wendelstein-Zahnradbahn.